# Fuscolachnum dumorum
Fuscolachnum dumorum är en svampart som först beskrevs av Roberge ex Desm., och fick sitt nu gällande namn av J.H. Haines 1989. Fuscolachnum dumorum ingår i släktet Fuscolachnum och familjen Hyaloscyphaceae.   Inga underarter finns listade i Catalogue of Life.